# Walter Moss
Walter Moss é uma junta de governo da província de Entre Ríos, na Argentina.